# Arzashkun
Arzashkun era la capital del reino temprano de Urartu en el siglo IX a. C., antes de que Sardur I la trasladara a Tushpa en el 832 a. C. La ciudad de Arzashkun tenía doble muralla y torres defensivas, pero fue capturada por Shalmaneser III circa 840s a. C.

## Nombre
El nombre de Arzashkun parece ser la forma asiria de un nombre armenio terminado en -ka formado a partir del nombre propio Arzash, el cual recuerda el nombre Arsene, Arsissa, usado para nombrar anteriormente partes del lago Van. Arzashkun podría representar el Ardzik de los historiadores armenios, al oeste de Mancicerta.

## Antecedentes
Arzashkun estaba oculto y protegido de los ataques, por un denso bosque casi intransitable a un ejército regular.

## Localización
Esta ciudad ha sido situada por diferentes estudiosos en diferentes lugares como la región del Lago Urmia, en el de Lago Van, en Mancicerta o al Bostankaya entre Malagirt y Patnos o al oeste o norte del lago Van.
Según Hewsen, Arzashkun estaba en la costa noreste del lago Van, probablemente cerca del sitio de la antigua Arjesh, ahora inundada por las aguas del lago Van.

## Caída de Arzashkun
En las cabeceras de los ríos Tigris, aparece en el siglo IX, BC, un estado organizado de Urartu. Salmanasar lo consideraba amenazante a los intereses de Asiria, por lo cual emprendió una expedición en 857, buscando destruir la capital: Arzashkun, penetrado hasta el lago Van, y dejó a su inscripción en el Monte Irritia.
Salmanasar en su Obelisco Negro registra esta campaña:
(35-44) En el tercer año de mi reinado, Ahuni, hijo de Adini, se asustó ante mis poderosas armas y se retiraron de Til-barzip, su ciudad real. Crucé el Éufrates. Tomé, para mí, la ciudad de Ana-Assur-utir-asbat, que se encuentra en el otro lado del Éufrates, en el río Sagur, que la gente hititas llamaban Pitru. Cuando volví, entré en los pases de la tierra de Alzi; las tierras de Alzi, Suhni, Daiaeni, Tumme, Arzashkunu, la ciudad real de Arame, él (rey) armenio, Gilzânu y Hubushkia (yo conquisté).